# Aterciopelados
Aterciopelados (von spanisch aterciopelado für „samtig“) sind eine kolumbianische Rockgruppe mit spanischsprachigen Texten. Die Gruppe wurde 1990 unter dem Namen Delia y los Aminoácidos gegründet. 1992 wurde der Name in Aterciopelados geändert.

## Geschichte
Aterciopelados besteht seit 1990 grundsätzlich und wesentlich aus Andrea Echeverri (Sängerin, Gitarristin) und Héctor Buitrago (Bassist, Arrangeur). Die Gruppe hatte schon in den 90er-Jahren eine große Auswirkung: Ihre Musik wurde als sehr innovativ angesehen, aber von den Medien stark kritisiert, weil die Fusion aus Rock und Folklore damals noch nicht so gut empfangen wurde. Viele ihrer Videos wurden in Lateinamerika durch MTV bekannt; 1997 machte die Band ein Unplugged für den Sender.
Außer ihren gemeinsamen Alben führen die zwei Hauptmitglieder Soloprojekte, immer mit gegenseitiger Hilfe. Andrea Echeverri veröffentlichte 2004 ein sehr erfolgreiches Soloalbum, das 2006 für den Grammy als bestes Latin-Alternative-Rockalbum nominiert wurde. Buitrago produzierte 2006 das experimentelle Soloalbum Conector (ein Wortspiel aus con Héctor, „mit Hector“, und „Konnektor“), mit Beitragen von berühmten Sängern im lateinamerikanischen Raum, so wie Julieta Venegas, Alex Ubago und den 17 Hippies. Danach fand die Gruppe wieder zusammen und brachte im Oktober 2006 die erste Single Complemento ihres neuen Albums Oye heraus.

## Mitglieder
Die Gruppe besteht aus Andrea Echeverri und Héctor Buitrago. Der ursprüngliche Bassist Andrés Giraldo wurde 1995 durch Alejandro Duque ersetzt und der Gitarrist Charlie Márquez wurde 1997 durch Alejandro Gómez Cáceres abgelöst.

## Musikstil
Die Musik hat Einflüsse aus dem Progressive Rock, Alternative Rock, Elektronischer Musik, Mariachi, Bolero, Cumbia, Vallenato und anderen folkloristischen, kolumbianischen Musikstilen.

## Erfolge
Das TIME Magazin zählte die Aterciopelados zu den besten 20 Rockbands des Planeten, zusammen mit anderen berühmten Gruppen wie U2 und den Rolling Stones. Außerdem wurden sie 1997 und 1998 für den Grammy nominiert.

## Diskographie
- Con el corazón en la mano (1993)
- El Dorado (1995)
- La pipa de la paz (1996)
- Unplugged (1997)
- Caribe atómico (1998)
- Gozo poderoso (2000)
- Evolución (2001)
- Oye (Oktober 2006)
- Río (2008)
- Claroscura (2018)
- Tropiplop (2021)
- Apocalipsis (2025)